# 白鳥路温泉
白鳥路温泉（はくちょうろおんせん）は、石川県金沢市の市街地、金沢城公園の隣にある温泉である。

## 泉質
- ナトリウム-塩化物・炭酸水素塩泉
  - 泉温　29℃
- 地下807メートルから湧き出ており、「美人の湯」とも言われている。

## 温泉地
金沢市街地、金沢城公園に隣接した宿泊施設「ホテル山楽」が1軒存在する。
ホテルの内装は、大正ロマンと金沢の伝統が施された内装となっている。立地条件は金沢城だけでなく、兼六園も近距離にある。

## 歴史
- 1991年（平成3年）- 開湯とともに、「ホテル山楽」開業。

名称の由来は、ホテルに近い金沢城の遊歩道「白鳥路」である。

## アクセス
- JR北陸新幹線・IRいしかわ鉄道線金沢駅より、バスで15分。バス停「兼六園下・金沢城」下車、徒歩5分。

- 北陸自動車道金沢西ICより、車で15分。